# GIMP

GIMP 2.4.5 chạy trên Ubuntu

GIMP (/ɡɪmp/ GHIMP) viết tắt của GNU Image Manipulation Program, là một phần mềm tự do nguồn mở được sử dụng để chỉnh sửa hình ảnh, vẽ tự do, chuyển đổi giữa các định dạng hình ảnh khác nhau và các tác vụ chuyên biệt hơn. Nó là một chương trình để tạo ra và xử lý đồ họa raster, nhưng cũng có hỗ trợ cho đồ họa vector. Dự án được bắt đầu xây dựng từ năm 1995 bởi Spencer Kimball và Peter Mattis và hiện được bảo trì bởi một nhóm tình nguyện viên. GIMP được phát hành theo giấy phép GPLv3+ và có sẵn cho Linux, macOS, và Microsoft Windows.
Giao diện tiếng Việt cho phần mềm này hiện còn tương đối hạn chế.

## Lịch sử
GIMP Ban đầu được phát hành với tên gọi General Image Manipulation Program. Năm 1995 Spencer Kimball và Peter Mattis bắt đầu phát triển GIMP như một dự án dài cả học kỳ tại University of California, Berkeley cho eXperimental Computing Facility. Năm 1996 GIMP (0.54) được phát hành dưới dạng bản phát hành công khai đầu tiên. Vào năm sau Richard Stallman đã đến thăm UC Berkeley, nơi Spencer Kimball và Peter Mattis hỏi liệu họ có thể thay đổi  General  thành  GNU  (tên được đặt cho hệ điều hành do Stallman tạo ra). Richard Stallman đã chấp thuận và định nghĩa của từ viết tắt GIMP đã được thay đổi thành GNU Image Manipulation Program. Điều này phản ánh sự tồn tại mới của nó khi được phát triển dưới dạng Phần mềm tự do như là một phần của dự án GNU.
Số lượng kiến trúc máy tính và hệ điều hành được hỗ trợ đã mở rộng đáng kể kể từ lần phát hành đầu tiên. Bản phát hành đầu tiên hỗ trợ các hệ thống UNIX, chẳng hạn như Linux, SGI IRIX và HP-UX. Kể từ khi phát hành lần đầu, GIMP đã được port sang nhiều hệ điều hành, bao gồm Microsoft Windows và macOS; Port ban đầu cho nền tảng Windows 32-bit được khởi động bởi lập trình viên người Phần Lan Tor M. Lillqvist (tml) vào năm 1997 và được hỗ trợ trong phiên bản GIMP 1.1.
Sau lần phát hành đầu tiên, GIMP đã nhanh chóng được thông qua và một cộng đồng những người đóng góp được hình thành. Cộng đồng bắt đầu phát triển các hướng dẫn, artwork và chia sẻ các quy trình và kỹ thuật làm việc tốt hơn.

Một bộ công cụ GUI có tên GTK (GIMP tool kit)đã được phát triển để tạo điều kiện cho GIMP phát triển. GTK đã được thay thế bởi GTK+ kế nhiệm của nó sau khi được thiết kế lại bằng cách sử dụng các kỹ thuật lập trình hướng đối tượng. Sự phát triển của GTK+ được cho là do Peter Mattis trở nên không hài lòng với bộ công cụ Motif mà GIMP sử dụng ban đầu; Motif đã được sử dụng cho đến khi bản GIMP 0.60.

## Phát triển
GIMP được các tình nguyện viên phát triển chủ yếu như một dự án phần mềm tự do nguồn mở được liên kết với cả các dự án GNU và Gnome. Quá trình phát triển diễn ra trong kho lưu trữ mã nguồn git công khai, trên mailing lists công cộng và trong các kênh trò chuyện công khai trên mạng GIMPNET IRC.
Các tính năng mới được tổ chức trong các nhánh mã nguồn riêng biệt công khai và được sáp nhập vào nhánh chính (hoặc phát triển) khi nhóm GIMP chắc chắn rằng chúng sẽ không làm hỏng các chức năng hiện có. Đôi khi, điều này có nghĩa là các tính năng xuất hiện hoàn chỉnh không được hợp nhất hoặc mất vài tháng hoặc nhiều năm trước khi chúng có sẵn trong GIMP.
GIMP được phát hành dưới dạng mã nguồn. Sau đó các trình cài đặt và gói phát hành mã nguồn được tạo cho các hệ điều hành khác nhau bởi các bên có thể không liên hệ với các nhà bảo trì GIMP.
Số phiên bản được sử dụng trong GIMP được thể hiện theo định dạng major-minor-micro, với mỗi số mang một ý nghĩa cụ thể: số đầu tiên (major) chỉ được tăng cho các phát triển chính (và hiện tại là 2). Số thứ 2 (minor) được tăng lên với mỗi lần phát hành các tính năng mới, với các số lẻ dành riêng cho các phiên bản phát triển đang thực hiện và các số chẵn được gán cho các bản phát hành ổn định; số thứ ba (micro) được tăng lên trước và sau mỗi lần phát hành (với số chẵn cho bản phát hành và số lẻ cho ảnh chụp nhanh phát triển) với bất kỳ sửa lỗi nào sau đó được áp dụng và phát hành cho phiên bản ổn định.
Mỗi năm GIMP tham gia một số vị trí trong Google Summer of Code (GSoC); cho đến nay GIMP đã tham gia trong tất cả các năm trừ năm 2007. Từ 2006 đến 2009 đã có chín dự án GSoC được liệt kê là thành công, mặc dù không phải tất cả các dự án thành công đã được sáp nhập vào GIMP ngay lập tức. Healing brush và các công cụ nhân bản phối cảnh và các ràng buộc Ruby đã được tạo ra như một phần của GSoC năm 2006 và có thể được sử dụng trong phiên bản 2.8.0 của GIMP, mặc dù có ba dự án khác đã được hoàn thành và sau đó có sẵn trong phiên bản GIMP ổn định; những dự án đó là Vector Layer (cuối năm 2008 là 2.8 và master), và một plugin JPEG 2000 (giữa năm 2009 vào 2.8 và master). 
Một số dự án GSoC đã được hoàn thành trong năm 2008, nhưng đã được sáp nhập vào bản phát hành GIMP ổn định vào cuối năm 2009 đến 2014 cho Version 2.8.xx và 2.9.x. Một số chúng cần thêm một số mã làm việc cho cây chủ.
Phiên bản phát triển 2.9 công khai thứ 2 là 2.9.4 với nhiều cải tiến sâu sắc sau phiên bản công khai 2.9.2 ban đầu. Phiên bản phát triển 2.9 công khai thứ ba là Phiên bản 2.9.6. Một trong những tính năng mới là loại bỏ giới hạn kích thước 4GB của file XCF. 
Tăng các luồng có thể lên 64 cũng là một điểm quan trọng để thực hiện song song hiện đại trong bộ xử lý AMD Ryzen và Intel Xeon thực tế. Phiên bản 2.9.8 bao gồm nhiều sửa lỗi và cải tiến về gradients và clips. Những cải tiến về hiệu suất và tối ưu hóa ngoài việc tìm lỗi là mục tiêu phát triển cho 2.10.0. Bản beta cho MacOS có sẵn với phiên bản 2.10.4 
Phiên bản ổn định tiếp theo trong lộ trình là 3.0 với một port GTK3.

### Giao diện người dùng
Giao diện người dùng của GIMP được thiết kế bởi một nhóm thiết kế chuyên dụng và khả năng sử dụng. Nhóm này được thành lập sau khi các nhà phát triển của GIMP đăng ký tham gia dự án OpenUsability. Một nhóm thảo luận giao diện người dùng đã được tạo cho GIMP, nơi người dùng GIMP có thể gửi đề xuất của họ về cách họ nghĩ giao diện người dùng GIMP có thể được cải thiện.
GIMP được trình bày ở hai dạng, chế độ một và đa cửa sổ; GIMP 2.8 mặc định ở chế độ đa cửa sổ. Trong chế độ đa cửa sổ, một bộ cửa sổ chứa tất cả chức năng của GIMP. Theo mặc định, các công cụ và cài đặt công cụ ở bên trái và các hộp thoại khác ở bên phải. Thẻ layers thường ở bên phải của thẻ công cụ, và cho phép người dùng làm việc riêng lẻ trên các layer hình ảnh riêng biệt. Các layers có thể được chỉnh sửa bằng cách nhấp chuột phải vào một layercụ thể để hiển thị các tùy chọn chỉnh sửa cho layer đó. thẻ công cụ và thẻ layer là các thẻ có thể gắn phổ biến nhất.

### Libre Graphics Meetings
Libre Graphics Meeting (LGM) là một sự kiện thường niên nơi mà các nhà phát triển của GIMP và các dự án khác gặp nhau để thảo luận về các vấn đề liên quan đến phần mềm đồ họa tự do nguồn mở. Các nhà phát triển GIMP tổ chức các phiên birds of a feather (BOF) tại sự kiện này.

## Phân phối
Phiên bản hiện tại của GIMP hoạt động với nhiều hệ điều hành, bao gồm Linux, macOS và Microsoft Windows. Nhiều bản phân phối Linux bao gồm GIMP như một phần hệ điều hành desktop của họ, ví dụ như Fedora và Debian.
Trang web GIMP liên kết đến các trình cài đặt nhị phân do Jernej Simončič biên soạn cho nền tảng. MacPorts đã được liệt kê là nhà cung cấp được đề xuất cho các bản build Mac của GIMP, nhưng điều này không còn cần thiết như phiên bản 2.8.2 và sau đó chạy tự nhiên trên macOS. GTK+ ban đầu được thiết kế để chạy trên máy chủ X11, port của GIMP tới macOS is đơn giản hơn so với việc tạo port cho Windows. GIMP cũng có sẵn như là một phần của gói Ubuntu noroot từ Google Play Store trên Android. Vào tháng 11 năm 2013, GIMP đã xóa phần tải xuống từ SourceForge, trích dẫn các nút tải xuống gây hiểu lầm có thể gây nhầm lẫn cho khách hàng, cũng như trình cài đặt Windows của SourceForge, bao gồm các chương trình không mong muốn. Trong một tuyên bố, GIMP đã gọi SourceForge là "nơi hữu ích và đáng tin cậy để phát triển và lưu trữ các ứng dụng FLOSS" hiện phải đối mặt với "một vấn đề với quảng cáo mà họ cho phép trên trang web của mình..."

### Tranh cãi về SourceForge
GIMP, đã ngừng sử dụng SourceForge làm mirror download vào tháng 11 năm 2013, đã báo cáo vào tháng 5 năm 2015 rằng SourceForge đã lưu trữ các phiên bản bị nhiễm virus của các file nhị phân Windows của họ trên thư mục Open Source Mirror của họ.

## Đánh giá chuyên nghiệp
Lifewire đã đánh giá GIMP tháng 3/2019, viết rằng "(đối với những người chưa từng trải nghiệm Photoshop, GIMP chỉ đơn giản là một chương trình xử lý hình ảnh rất mạnh mẽ," và "nếu bạn sẵn sàng đầu tư thời gian để học nó, nó có thể một công cụ đồ họa rất tốt."
NĂng lực của GIMP để sử dụng trong môi trường chuyên nghiệp thường xuyên được xem xét; nó thường được so sánh và đề xuất như một sự thay thế khả dĩ cho Adobe Photoshop. GIMP có chức năng tương tự Photoshop, nhưng có giao diện người dùng khác.
GIMP 2.6 đã được sử dụng để tạo ra gần như tất cả các tác phẩm nghệ thuật trong Lucas the Game, một video game độc lập của nhà phát triển Timothy Courtney. Courtney bắt đầu phát triển Lucas the Game vào đầu năm 2014, và video game đã được xuất bản cho PC và Mac vào tháng 7/2015. Courtney giải thích GIMP là một công cụ mạnh mẽ, hoàn toàn có khả năng cho các dự án chuyên nghiệp lớn, như trò chơi điện tử.
Chế độ một cửa sổ được giới thiệu trong GIMP 2.8 đã được xem xét vào năm 2012 bởi Ryan Paul của Ars Technica, và lưu ý rằng nó làm cho trải nghiệm người dùng cảm thấy "hợp lý hơn và ít lộn xộn hơn". Michael Burns, viết cho Macworld năm 2014, đã mô tả giao diện một cửa sổ của GIMP 2.8.10 là một "cải tiến lớn".
Trong bài đánh giá về GIMP cho ExtremeTech vào tháng 10 năm 2013, David Cardinal lưu ý rằng danh tiếng của GIMP là khó sử dụng và thiếu các tính năng đã "thay đổi đáng kể trong vài năm qua" và rằng "không còn là một sự thay thế tê liệt cho Photoshop ". Ông mô tả script của GIMP là một trong những thế mạnh của nó, nhưng cũng nhận xét rằng một số tính năng của Photoshop  –  giống như Text, 3D commands, Adjustment Layers và History –  ít mạnh hơn hoặc bị thiếu trong GIMP. Cardinal đã mô tả bộ chuyển đổi UFRawcho các hình ảnh thô được sử dụng với GIMP, lưu ý rằng nó vẫn "đòi hỏi một chút kiên nhẫn để tìm ra cách sử dụng các khả năng nâng cao hơn đó". Cardinal tuyên bố rằng GIMP "đủ dễ để thử" mặc dù không có hệ thống tài liệu và trợ giúp được phát triển tốt như Photoshop, kết luận rằng nó "đã trở thành một lựa chọn thay thế xứng đáng cho Photoshop cho bất kỳ ai có ngân sách không cần tất cả Photoshop bộ tính năng rộng lớn".

## Linh vật
Wilber là linh vật chính thức của GIMP. Wilber có liên quan bên ngoài GIMP với tư cách là một tay đua trong SuperTuxKart và được hiển thị trên Bibliothèque nationale de France (Thư viện Quốc gia của Pháp) như một phần của Project Blinkenlights.
Wilber được tạo ra tại một thời điểm trước ngày 25 tháng 9 năm 1997 bởi Tuomas Kuosmanen (tigert) và từ đó đã nhận được thêm các phụ kiện và bộ dụng cụ xây dựng để giảm bớt quá trình.

## Phân nhánh và dẫn xuất
Do tính chất tự do nguồn mở của GIMP, một vài phân nhánh,các biến thể và dẫn xuất của chương trình máy tính đã được tạo ra để phù hợp với nhu cầu của người tạo ra chúng. Mặc dù GIMP có sẵn cho các hệ điều hành phổ biến, các biến thể của GIMP có thể dành riêng cho hệ điều hành. Các biến thể này không được lưu trữ cũng như không được liên kết trên trang web GIMP. Trang web GIMP cũng không lưu trữ các bản build GIMP cho các hệ điều hành tương tự Unix hoặc Windows, mặc dù nó có chứa một liên kết đến bản build Windows.
Các biến thể nổi tiếng bao gồm:
- CinePaint: Trước đây là Film Gimp, Nó là phân nhánh của GIMP version 1.0.4, được sử dụng để chỉnh sửa từng khung hình của phim truyện. CinePaint hỗ trợ độ sâu màu điểm nổi lên tới 32 bit cho mỗi kênh, cũng như quản lý màu và HDR. CinePaint được sử dụng chủ yếu trong ngành công nghiệp phim do chủ yếu là hỗ trợ các định dạng hình ảnh có độ trung thực cao. Nó có sẵn cho BSD, Linux, và macOS.
- GIMP classic: Một bản vá[54] chống lại mã nguồn GIMP v2.6.8 được tạo để hoàn tác các thay đổi được thực hiện cho giao diện người dùng trong GIMP v2.4 đến v2.6. Bản build GIMP classic cho Ubuntu đã có sẵn.[55] Kể từ tháng 3 năm 2011, một bản vá mới có thể được tải xuống các bản vá này dựa trên GIMP v2.7 thử nghiệm.
- GIMP Portable: Một phiên bản portable của GIMP cho Microsoft Windows XP trở lên bảo tồn brushes và cài đặt trước giữa các máy tính[56]
- GIMPshop: Công cụ phái sinh của GIMP có giao diện nhái lại Adobe Photoshop. Việc phát triển GIMPshop đã bị dừng lại vào năm 2006 và dự án bị từ chối bởi nhà phát triển, Scott Moschella, sau khi một bên không liên quan đăng ký "GIMPshop" là một phần của tên miền Internet và chuyển khỏi trang web thuộc về Moschella trong khi chấp nhận quyên góp và kiếm tiền từ quảng cáo nhưng không mang lại thu nhập nào cho Moschella
- GimPhoto: GimPhoto[57] theo truyền thống Photoshop-UI của GIMPshop. Có thể sửa đổi nhiều hơn với công cụ GimPad. GimPhoto đang dừng ở phiên bản 24.1 cho Linux và Windows (dựa trên GIMP v2.4.3) và phiên bản 26.1 trên macOS[58] (dựa trên GIMP v2.6.8). Trình cài đặt được bao gồm cho Windows 7, 8.1 và 10; macOS 10,6+; Ubuntu 14 và Fedora; cũng như mã nguồn. Chỉ có một nhà phát triển đang làm việc trong dự án này, vì vậy các bản cập nhật nhanh và các phiên bản mới dựa trên Gimp 2.8.x hoặc 2.9.x không được lên kế hoạch.
- Instrumented GIMP (ingimp): Được tạo tại Đại học Waterloo để theo dõi và báo cáo sự tương tác của người dùng với chương trình để tạo số liệu thống kê về cách sử dụng GIMP, lần đầu tiên được phát hành vào ngày 5 tháng 5 năm 2007. Các số liệu thống kê được thu thập công khai miễn phí trên dự án trang web sau khi được ẩn danh.[59] Trang web ingimp đã ngừng hoạt động vào năm 2014.
- McGimp: Một port độc lập cho macOS nhằm chạy GIMP trực tiếp trên nền tảng này và tích hợp nhiều plugin nhằm tối ưu hóa ảnh.[60]

### Tiện ích mở rộng đáng chú ý

Một hoạt họa GIF được tạo bởi plugin GAP

GIMP Animation Package (GAP)
Một plug-in GIMP cho phép tạo ảnh động. GAP có thể lưu ảnh động dưới nhiều định dạng, bao gồm GIF và AVI. Chức năng ảnh động dựa trên khả năng đánh số tên file và hình ảnh của GIMP. Ảnh động được tạo bằng cách đặt từng khung trên lớp riêng của nó (nói cách khác, coi mỗi lớp là cel hoạt hình) hoặc bằng cách thao tác từng file được đánh số như thể đó là khung trong video: di chuyển, xoay, lật, thay đổi màu sắc, áp dụng các bộ lọc, v.v. cho các lớp bằng cách tận dụng phép nội suy trong các lệnh gọi hàm (sử dụng plug-in), trong phạm vi khung đã chỉ định. Dự án kết quả có thể được lưu dưới dạng GIF động hoặc file video được mã hóa. GAP cũng cung cấp chuyển tiếp lớp được lập trình, thay đổi tốc độ khung hình và di chuyển đường dẫn, cho phép tạo ra các hình ảnh động tinh vi.
GIMP Paint Studio (GPS)
Một bộ sưu tập bút vẽ và cài đặt trước công cụ đi kèm, nhằm vào các nghệ sĩ và nhà thiết kế đồ họa. Nó tăng tốc các tác vụ lặp đi lặp lại và có thể lưu cài đặt công cụ giữa các phiên.
Resynthesizer
Một tập hợp các plugin ban đầu được phát triển như một phần của luận án tiến sĩ của Paul Harrison cung cấp tính năng "context-aware fill", bao gồm heal selection, heal transparency, uncrop và general resynthesize (các plugin khác là các chuyên môn thân thiện với người dùng của plugin này). plugin hiện được duy trì bởi Lloyd Konneker. Một số sử dụng cho plugin đang tạo ra nhiều kết cấu hơn, bao gồm tạo các kết cấu có thể điều chỉnh được, xóa các đối tượng khỏi hình ảnh để chạm vào ảnh và tạo hình ảnh theo chủ đề.
G'MIC
Một framework xử lý hình ảnh nguồn mở có phân phối dưới dạng plugin GIMP cung cấp hàng trăm bộ lọc khác nhau cung cấp bản xem trước và cài đặt tham số. Có một vài bộ lọc khử nhiễu mạnh mẽ.

## So sánh với Adobe Photoshop
- Hơn: 
  - Photoshop được giấy phép hỗ trợ cho hệ thống khớp màu Pantone.
  - GIMP chưa xử lý được ảnh 16 bit trên kênh.
- Kém:
  - Số lượng plugin của Photoshop nhiều hơn.
  - GIMP không có hỗ trợ cho màu điểm.
  - GIMP bị hạn chế trong chỉnh Gamma.
  - GIMP bị hạn chế trong quản lý màu thông qua LittleCMS

Nguyên nhân là bởi gimp là công cụ được sử dụng trên linux, mà window lại được nhiều người sử dụng hơn

### Chính thức
- Trang chủ GIMP
- Tài nguyên cho Lập trình viên của GIMP
- GIMP Professional Presets Archives Lưu trữ ngày 3 tháng 2 năm 2015 tại Wayback Machine
- Gimp và OpenOffice Draw Lưu trữ ngày 6 tháng 1 năm 2006 tại Wayback Machine.
- GIMP và OpenUsability Lưu trữ ngày 28 tháng 12 năm 2005 tại Wayback Machine

### Bên thứ ba
- GIMP cho Windows Lưu trữ ngày 4 tháng 10 năm 2013 tại Wayback Machine
- alt.pg. WinGIMP Lưu trữ ngày 9 tháng 6 năm 2007 tại Wayback Machine
- GIMPshop.com
- GIMPShop.net
- GIMPshop cho Mac OS X và Linux Lưu trữ ngày 28 tháng 12 năm 2005 tại Wayback Machine
- Linuxartist: phần về GIMP Lưu trữ ngày 25 tháng 5 năm 2005 tại Wayback Machine

### Sách về GIMP
- Wiki cho GIMP Lưu trữ ngày 31 tháng 10 năm 2005 tại Wayback Machine
- Các sách về GIMP

### Hướng dẫn dùng GIMP
- CoolText – Tạo hình ảnh ngay trên mạng bằng GIMP.
- Ví dụ và hướng dẫn GIMP